# Solar dos Azevedo
O Solar dos Azevedo é uma antiga residência do século XIX tombada pelo Conselho de Defesa do Patrimônio Histórico (condephaat) em 5 de maio de 1993. Está localizado na cidade de Lorena (SP), na Praça Baronesa de Santa Eulália, 56.

## Histórico
O Solar dos Azevedo pertenceu originalmente ao comendador Antônio Clemente dos Santos e, posteriormente, a Rodrigues de Azevedo, homem de grande projeção social e política da cidade. Com o seu falecimento, o imóvel foi herdado pelo seu filho, Arnolfo Rodrigues de Azevedo (1868-1942), que contratou por volta de 1890, o arquiteto Ramos de Azevedo para realizar uma reforma na casa, período em que também era responsável pela construção da Igreja Matriz, situada na mesma praça. Atualmente o solar é de propriedade do bispado da cidade.

## Arquitetura
Sua edificação foi feita em taipa de pilão e pau a pique, em estilo neoclássico. Encontra-se implantada no alinhamento frontal do lote, geminada em uma de suas laterais e, na outra, recuada, por onde se dá o acesso ao interior do imóvel. Possui um pavimento térreo com porão, que na parte dos fundos é habitável.